# Campeonato Mundial de Polo de 2015
El Campeonato Mundial de Polo de 2015 fue la décima edición de este campeonato, que se disputó en Chile entre el 27 de marzo y el 1 de abril de dicho año, siendo la segunda oportunidad en que este torneo se desarrolló en dicho país —anteriormente se disputó en 1992, cuando el campeón fue el combinado argentino—. Este evento tuvo por sede el Club de Polo y Equitación San Cristóbal, ubicado en la comuna de Vitacura, en la ciudad de Santiago —cabe mencionar que el certamen estaba originalmente planeado para el periodo comprendido entre los días 24 y 30 de marzo, pero las fuertes lluvias en la capital chilena obligaron al retraso del calendario previsto—.
Además de los equipos de Argentina y de Chile —el campeón defensor y el organizador del torneo, de manera respectiva—, en este campeonato participaron las cuatro mejores selecciones de polo clasificadas por continente: la brasileña, ganadora de la zona A (América del Sur); la estadounidense, ganadora de la zona B (América del Norte, Central y el Caribe); la inglesa, ganadora de la zona C (Europa); y la pakistaní, ganadora de la zona D (Asia, África y Oceanía).
Este torneo se disputó con un handicap máximo de 14 goles, y se desarrolló en dos grupos, donde los dos primeros de cada grupo clasificaron a semifinales. Los dos ganadores de estos partidos (Chile y Estados Unidos) se enfrentaron en la final, mientras que los perdedores (Inglaterra y Brasil) disputaron el partido por el tercer lugar. La selección anfitriona resultó campeona derrotando en la final al combinado de Estados Unidos; a su vez, la selección de Brasil obtuvo el tercer puesto al derrotar a la selección de Inglaterra.
El campeonato fue transmitido por televisión por los canales Canal del Deporte Olímpico y DirecTV.

## Desarrollo
Primera fase
Resultados
| Fecha       | Grupo   | Equipo 1       | Equipo 2       | Marcador |
| ----------- | ------- | -------------- | -------------- | -------- |
| 27 de marzo | Grupo A | Chile          | Inglaterra     | 10 - 09  |
| 27 de marzo | Grupo B | Argentina      | Brasil         | 08 - 09  |
| 28 de marzo | Grupo A | Inglaterra     | Pakistán       | 13 - 06  |
| 28 de marzo | Grupo B | Estados Unidos | Argentina      | 11 - 10  |
| 29 de marzo | Grupo A | Pakistán       | Chile          | 10 - 11  |
| 29 de marzo | Grupo B | Brasil         | Estados Unidos | 07 - 09  |

Grupo A
| Selección  | PJ | PG | PP | GF | GC | DIF | Puntos |
| ---------- | -- | -- | -- | -- | -- | --- | ------ |
| Chile      | 2  | 2  | 0  | 21 | 19 | +2  | 4      |
| Inglaterra | 2  | 1  | 1  | 22 | 16 | +6  | 2      |
| Pakistán   | 2  | 0  | 2  | 16 | 24 | -8  | 0      |

Grupo B
| Selección      | PJ | PG | PP | GF | GC | DIF | Puntos |
| -------------- | -- | -- | -- | -- | -- | --- | ------ |
| Estados Unidos | 2  | 2  | 0  | 20 | 17 | +3  | 4      |
| Brasil         | 2  | 1  | 1  | 16 | 17 | -1  | 2      |
| Argentina      | 2  | 0  | 2  | 18 | 20 | -2  | 0      |

Segunda fase
|  | Semifinales       | Semifinales    |    |            | Final        | Final      |  |
|  | 31 de marzo       | 31 de marzo    |    |            | 1 de abril   | 1 de abril |  |
|  |                   |                |    |            |              |            |  |
|  | 31 de marzo       |                |    |            |              |            |  |
|  | 1A Chile          | 11             |    |            |              |            |  |
|  | 2B Brasil         | 10             |    |            |              |            |  |
|  |                   |                |    |            |              |            |  |
|  |                   |                |    |            | 1 de abril   |            |  |
|  |                   |                |    |            | Chile        | 12         |  |
|  |                   | Estados Unidos | 11 |            |              |            |  |
|  |                   |                |    |            |              |            |  |
|  |                   |                |    |            |              |            |  |
|  |                   |                |    |            | Tercer lugar |            |  |
|  | 31 de marzo       | 31 de marzo    |    | 1 de abril | 1 de abril   |            |  |
|  | 2A Inglaterra     | 9              |    | Inglaterra | 12           |            |  |
|  | 1B Estados Unidos | 15             |    |            | Brasil       | 14         |  |

| Chile 2.º título |

Premios individuales
- Jugador más valioso: Felipe Vercellino (Chile).
- Mejor caballo: Pajarita (Alejandro Vial).